# 美十
株式会社美十（びじゅう）とは、京都府京都市南区に本店を置く、八ツ橋などを製造販売する日本国の製菓会社。つぶあん入りの生八ツ橋「おたべ」が主力商品。旧社名は「株式会社おたべ」。現在の社名の由来は、創業当初の喫茶店の屋号が「美十」であったことに因む。

## 沿革
- 1938年 純喫茶「美十」を開店
- 1946年 京都市中京区河原町通六角にて菓子小売店を開業
- 1949年 「京好み八ッ橋本舗」として八ッ橋の販売始める
- 1957年 八ッ橋の製造を始める
- 1965年 「さか井屋」を設立
- 1966年 つぶあん入り生八ツ橋「おたべ」を発売
- 1969年 株式会社おたべに社名に変更
- 1971年 工場を京都市南区の現在地に移転。酒井英一代表取締役社長就任、酒井清三会長就任
- 1972年 首振りの舞妓「おたべちゃん」人形がアイキャッチャーとして登場
- 1985年 東京工場開設
- 1991年 「東京往来館」として羽田空港で販売を始める
- 1995年 若狭工場開設。自社製粉開始
- 1998年 「チョコ八ッ橋」・「季節のおたべ」発売
- 2001年 酒井宏彰代表取締役社長就任、酒井英一代表取締役会長就任
- 2002年 酒井英一顧問就任
- 2005年 「黒のおたべ」発売。京都本社・工場竣工（10月）
- 2008年 「京ばあむ」発売
- 2009年 「大阪往来館」として大阪地区で販売を始める
- 2010年 京都新工場「モベスタ」竣工（10月5日）。「ぎをんさかい」ブランドで洋菓子店を開店
- 2011年 チョコ八ッ橋がモンドセレクション5年連続特別金賞を受賞
- 2013年 「おたべ会」発足。若狭新工場「リード」竣工。「こたべ」発売
- 2015年 株式会社美十に社名に変更。「ぎをんさかい」四条花見小路に移転
- 2020年 沖縄県うるま市に沖縄工場竣工（8月）

## 事業所
本店・京都工場
- 京都府京都市南区西九条高畠町35番地2

東京工場
- 千葉県船橋市高瀬町14番地

若狭工場
- 福井県三方上中郡若狭町若狭テクノバレー1番3-1号

沖縄工場
- 沖縄県うるま市勝連南風原5194-50

## 主な商品
- おたべ（生八ツ橋）
  - 黒おたべ（黒ゴマを使用したおたべ）
  - 季節のおたべ
    - 春おたべ
    - 夏おたべ
    - 秋おたべ（紫芋とクリを使用したおたべ）
    - 冬おたべ（黒豆と栗金団を使用したおたべ）
- こたべ（上記のおたべをミニサイズにした商品で、おたべと同様に季節限定商品もある）
- 京町家ケーキ
- 京ばあむ
- 大阪さくさくワッフル